# Coppa di Francia 2001-2002
La 85ª edizione della Coppa di Francia, quella 2001-2002, fu vinta dal FC Lorient, che grazie alla vittoria si qualificò per la Coppa UEFA.

## Trentaduesimi di finale
| Squadra 1                | Risultato       | Squadra 2               |
| ------------------------ | --------------- | ----------------------- |
| Bastia                   | 3 - 1           | Nantes                  |
| Troyes                   | 0 - 0 (2-0 dcr) | Nizza                   |
| Metz                     | 5 - 0           | Grenoble                |
| Montpellier              | 3 - 2           | Martigues               |
| Boulogne                 | 1 - 5 (dts)     | Sochaux                 |
| Valenciennes             | 0 - 1           | Lens                    |
| Vesoul HSF               | 2 - 3 (dts)     | Monaco                  |
| Tours                    | 2 - 2 (1-4 dcr) | Guingamp                |
| Saint-Priest             | 0 - 0 (5-3 dcr) | Auxerre                 |
| Fréjus                   | 0 - 6           | Bordeaux                |
| FC Libourne              | 2 - 0           | Lilla                   |
| Balma SC                 | 0 - 1 (dts)     | Rennes                  |
| SC Douai                 | 1 - 3 (dts)     | Lorient                 |
| US Saint-Malo            | 0 - 6           | Olympique Lione         |
| Football Club Chalonnais | 2 - 3 (dts)     | Sedan                   |
| Luçon Stade              | 0 - 2           | Paris Saint-Germain     |
| Olympique Marsiglia      | 2 - 0           | FC Saint-Leu            |
| Strasburgo               | 3 - 1 (dts)     | Le Mans                 |
| Nancy                    | 3 - 1 (dts)     | Niort                   |
| Le Havre                 | 0 - 0 (3-5 dcr) | Nîmes                   |
| Louhans-Cuiseaux         | 1 - 0 (dts)     | Saint-Étienne           |
| Trélissac FC             | 0 - 1           | Amiens                  |
| Vendee Fontenay          | 0 - 1           | Laval                   |
| RC La Flèche             | 0 - 1           | Châteauroux             |
| Montagnarde              | 2 - 1 (dts)     | Caen                    |
| Millau SO                | 0 - 1           | Ajaccio                 |
| Stade Reims              | 1 - 0           | RC France               |
| La Roche Vendée Football | 1 - 0 (dts)     | Clermont Foot           |
| SR Creutzwald            | 0 - 0 (3-1 dcr) | US Lusitanos Saint-Maur |
| Yzeure                   | 2 - 1           | Cannes                  |
| Aurillac Arpajon         | 1 - 3 (dts)     | US Changéenne           |
| Issy-les-Moulineaux      | 2 - 1 (dts)     | Avion                   |

## Sedicesimi di finale
| Squadra 1               | Risultato       | Squadra 2                |
| ----------------------- | --------------- | ------------------------ |
| Bastia                  | 2 - 1dts        | Sochaux                  |
| Lens                    | 0 - 1           | Olympique Marsiglia      |
| Monaco                  | 2 - 1           | Montpellier              |
| Rennes                  | 1 - 2           | Lorient                  |
| Sedan                   | 1 - 0           | Ajaccio                  |
| Strasburgo              | 1 - 0 (dts)     | Troyes                   |
| Olympique Lione         | 0 - 2           | Châteauroux              |
| US Lusitanos Saint-Maur | 2 - 0           | Bordeaux                 |
| Louhans-Cuiseaux        | 2 - 0           | Guingamp                 |
| FC Libourne             | 2 - 1dts        | Metz                     |
| Yzeure                  | 0 - 1           | Paris Saint-Germain      |
| Laval                   | 0 - 0 (3-5 dcr) | Nîmes                    |
| Saint-Priest            | 0 - 2           | Nancy                    |
| Issy-les-Moulineaux     | 0 - 1           | Amiens                   |
| US Changéenne           | 0 - 3           | Stade Reims              |
| Montagnarde             | 4 - 2           | La Roche Vendée Football |

## Ottavi di finale
| Squadra 1           | Risultato   | Squadra 2               |
| ------------------- | ----------- | ----------------------- |
| Paris Saint-Germain | 1 - 1 (dts) | Olympique Marsiglia     |
| Montagnarde         | 0 - 1       | Monaco                  |
| Amiens              | 0 - 2       | Nîmes                   |
| Bastia              | 2 - 0       | Nancy                   |
| Stade Reims         | 1 - 1 (dts) | Sedan                   |
| Louhans-Cuiseaux    | 2 - 2 (dts) | Lorient                 |
| Strasburgo          | 2 - 1dts    | US Lusitanos Saint-Maur |
| FC Libourne         | 2 - 0       | Châteauroux             |

## Quarti di finale
| Squadra 1           | Risultato   | Squadra 2  |
| ------------------- | ----------- | ---------- |
| FC Libourne         | 0 - 1dts    | Bastia     |
| Paris Saint-Germain | 0 - 1       | Lorient    |
| Sedan               | 1 - 0       | Strasburgo |
| Nîmes               | 1 - 1 (dts) | Monaco     |

## Semifinali
| Squadra 1 | Risultato   | Squadra 2 |
| --------- | ----------- | --------- |
| Bastia    | 1 - 0 (dts) | Sedan     |
| Lorient   | 1 - 0       | Nîmes     |

| Bastia 30 marzo 2002                            | Bastia    | 1 – 0 | Sedan | Stade Furiani |
| \| \| \| \| \| Vairelles 93’ \| Marcatori \| \| |           |       |       |               |
|                                                 |           |       |       |               |
| Vairelles 93’                                   | Marcatori |       |       |               |

| Lorient 30 marzo 2002                      | Lorient   | 1 – 0 | Nîmes | Stade du Moustoir |
| \| \| \| \| \| Diop 76’ \| Marcatori \| \| |           |       |       |                   |
|                                            |           |       |       |                   |
| Diop 76’                                   | Marcatori |       |       |                   |

## Finale
| Squadra 1 | Risultato | Squadra 2 |
| --------- | --------- | --------- |
| Lorient   | 1 - 0     | Bastia    |

| Arbitro: | Eric Poulat |

|                 |           |  |
| Darcheville 41’ | Marcatori |  |